# San Siro (Como)
San Siro je obec v Provincii Como v italském regionu Lombardie. Nachází se na severozápadním břehu jezera Como, 70 km severně od Milána a 30 km na severovýchod od města Como. K 31. prosinci 2004 mělo 1826 obyvatel. Jeho rozloha je 18,55 km².
Obec vznikla 30. dubna 1999 spojením menších obcí Sant Abbondio a Santa Maria Rezzonico.[zdroj?]
San Siro hraničí s následujícími obcemi: Cremia, Menaggio, Plesio; a, na druhé straně jezera v provincii Lecco: Bellano, Dervio a Perledo.